# Hermann von Neuenahr der Jüngere

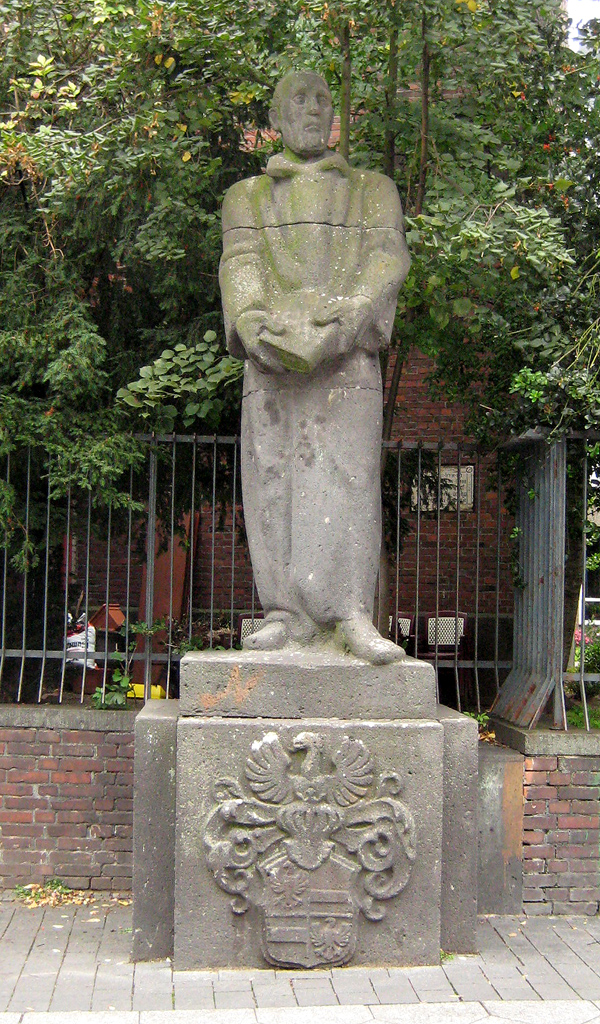
Graf Hermann von Neuenahr und Moers, Standbild in Krefeld neben dem Hauptportal der Alten Kirche von Curt Beckmann (Foto: 2007)

Unterschrift „Herman Graf zu Nuenar“, Moers 1565

Hermann Graf von Neuenahr (Nuenar, a Nvenar, de Nova Aquila, van Nieuwenar) und Moers (Meurß, Mörsch), Herr von Bedburg (Bedbur) und Rösberg, Krefeld und Cracau, 1555 bis 1570 auch Regent der Grafschaft Limburg und Verweser der Kölner Erbvogtei (* 28. Oktober 1520 vermutlich in Moers; † 4. Dezember 1578 in Bedburg) war ein deutscher humanistisch gebildeter Staatsmann und Förderer der Reformation am Niederrhein.
Während es Hermann von Neuenahr nicht gelang, neuenahrische Erbansprüche in Luxemburg (Herrschaft Rodemachern) oder – für seinen unmündigen Neffen und seine Nichten – aus der Grafschaft Wertheim am Main durchzusetzen, konnte er die Herrschaft der Familie in der Grafschaft Moers, der Herrschaft Linn mit Krefeld oder im Amt Hülchrath konsolidieren. In den Niederlanden sicherte er die geldrischen Lehen Weert, Wessem und die Vogtei über das Reichsstift Thorn aus dem Erbe der Grafen von Horn und die holländische Herrschaft des Lands von Altena für Neuenahr.
Trotz seiner protestantischen Gesinnung hatte Hermann von Neuenahr ein gutes Verhältnis zu den Kaisern Karl V., der ihn 1554 mit den Zöllen auf der Maas belehnte, und Ferdinand I. Maximilian II. ernannte Hermann von Neuenahr 1566 zum Kaiserlichen Rat. Die Hinrichtung seines Schwagers Philippe de Montmorency, Graf von Hoorn 1568 konnte Graf Hermann gleichwohl nicht verhindern. Als Kurkölner Erbhofmeister und langjähriger Verwalter der Kölner Erbvogtei verfügte er über großen Einfluss im Kurfürstentum und hatte 1577 entscheidenden Anteil an der Wahl von Gebhard Truchseß zu Waldburg zum Kölner Erzbischof.

## Leben
Hermann von Neuenahr war der Sohn von Graf Wilhelm II. von Neuenahr (* um 1485/87; † 1552) und der Erbtochter der Grafschaft Moers, Gräfin Anna von Wied (* um 1500; † 1528), einer Nichte des Kölner Erzbischofs und Kurfürsten Hermann V. von Wied (1477–1552, reg. 1515–1547) und des Münsteraner Bischofs Friedrich III. von Wied († 1551; reg. 1522–1532) sowie Cousine des Kölner Erzbischofs Graf Friedrich IV. von Wied (* um 1518; † 1568; reg. 1562–1567). Der Kölner Dompropst und Universitätskanzler Graf Hermann von Neuenahr der Ältere (1492–1530) war sein Onkel. Wahrscheinlich wurde Hermann im Moerser Schloss geboren; getauft wurde er von Johannes IV. Middels († 1524) aus Hüls, der von 1504 bis 1524 Abt des Zisterzienserklosters Kamp war.
| Vorfahren des Hermann von Neuenahr und Moers    | Vorfahren des Hermann von Neuenahr und Moers | Vorfahren des Hermann von Neuenahr und Moers | Vorfahren des Hermann von Neuenahr und Moers | Vorfahren des Hermann von Neuenahr und Moers |
| ----------------------------------------------- | --- | --- | --- | --- |
| Urgroßeltern                                    | Gumprecht II. Graf von Neuenahr (* um 1400; † 1484), Erbvogt zu Köln, Herr zu Alpen, 1459 Mitgraf von Limburg ⚭ 1425 Margareta Gräfin von Limburg (vor 1419–um 1459), Herrin zu Bedburg und Hackenbroich | Kuno (Konrad) I. Graf von Manderscheid (* um 1444; † 1489), Herr zu Schleiden, Neuenstein und Kasselburg ⚭ 1459 Walpurgis Gräfin von Horn (* um 1443; † 1476), Herrin von Altena | Friedrich IV. Herr von Runkel († 1487), ab 1454 Graf zu Wied, Herr zu Braunsberg, Dierdorf und Ysenburg ⚭ vor 1454 Agnes von Virneburg (* um 1436; † 1478) | Friedrich V. Junggraf von Moers und Saarwerden (* um 1445; † um 1471) ⚭ 1463 Elisabeth von Rodemachern (* um 1445; † nach 1503), Herrin zu Bolchen (Boulay) |
| Großeltern                                      | Wilhelm I. Graf von Neuenahr (* um 1447–1497), Herr zu Bedburg ⚭ 1484 Walburga Gräfin von Manderscheid (1468–1530/35), Herrin zu Schleiden                                                               | Wilhelm I. Graf von Neuenahr (* um 1447–1497), Herr zu Bedburg ⚭ 1484 Walburga Gräfin von Manderscheid (1468–1530/35), Herrin zu Schleiden                                       | Wilhelm III. Graf zu Wied (* um 1455/60; † 1526), Herr zu Ysenburg und Runkel ⚭ 1481 Margareta Gräfin von Moers (* um 1465; † 1515)                        | Wilhelm III. Graf zu Wied (* um 1455/60; † 1526), Herr zu Ysenburg und Runkel ⚭ 1481 Margareta Gräfin von Moers (* um 1465; † 1515)                         |
| Eltern                                          | Wilhelm II. Graf von Neuenahr (* um 1485/91; † 1552) ⚭ 1518 Anna Gräfin zu Wied und Moers (* um 1500; † 1528), Herrin zu Rodemachern und Boulay                                                          | Wilhelm II. Graf von Neuenahr (* um 1485/91; † 1552) ⚭ 1518 Anna Gräfin zu Wied und Moers (* um 1500; † 1528), Herrin zu Rodemachern und Boulay                                  | Wilhelm II. Graf von Neuenahr (* um 1485/91; † 1552) ⚭ 1518 Anna Gräfin zu Wied und Moers (* um 1500; † 1528), Herrin zu Rodemachern und Boulay            | Wilhelm II. Graf von Neuenahr (* um 1485/91; † 1552) ⚭ 1518 Anna Gräfin zu Wied und Moers (* um 1500; † 1528), Herrin zu Rodemachern und Boulay             |
| Hermann Graf von Neuenahr und Moers (1520–1578) | | | | |

### Junggraf von Neuenahr und Moers

#### Ausbildung, Heirat und Reisen
Hermann von Neuenahr genoss eine humanistische Bildung bei Johannes Caesarius (1468–1550) und seinem Onkel Hermann von Neuenahr. Er sprach gut Latein und Französisch, wie 1539 der englische Diplomat Nicholas Wotton († 1567) an Thomas Cromwell, 1. Earl of Essex († 1540) berichtete, und hatte auch Kenntnisse des Altgriechischen und Hebräischen. Graf Hermann hat vermutlich in Frankreich studiert.
Eine schon seit 1534 von Kaiser Karl V. (1500–1558) geplante Heirat Hermanns von Neuenahr mit der Kaisernichte Christina von Dänemark (1521–1590), Witwe des Herzogs Francesco II. Sforza (1495–1535) von Mailand, kam nicht zustande. 1538 heiratete er Gräfin Magdalena von Nassau-Dillenburg (1522–1567), Tochter von Wilhelm dem Reichen von Nassau (1487–1559), eine Halbschwester von Wilhelm I. von Oranien (1533–1584). Magdalena brachte 10.000 Goldgulden Brautschatzgelder ein.
Im Frühjahr 1539 nahmen „her Wilhelm grave zu Neuenar; herr Hermann grave zu Neunar irer gnoden sone“ an Friedensverhandlungen der Gesandten Kaiser Karls V. mit dem Schmalkaldischen Bund (Frankfurter Anstand) auf dem Fürstentag in Frankfurt am Main teil. Um die Jahreswende 1539/40 standen Wirich V. von Daun-Falkenstein (1473–1546), “the yong Erle of Nuenare and Roussenbergh, with xiij. persons”, der kursächsische Hofmarschall Hans von Doltzig († 1551) und der klevische Kanzler Heinrich Bars genannt Olisleger († 1575) an der Spitze einer 263-köpfigen Delegation, die Anna von Kleve (1515–1557) auf ihrer Reise zur Hochzeit mit Heinrich VIII. von England (1491–1547) über Antwerpen und Calais nach London begleitete.
1542 wurde sein Vater Graf Wilhelm II. von Neuenahr von Herzog Wilhelm von Jülich-Kleve-Berg und Geldern (1516–1592) mit Krefeld und der Burg Cracau belehnt. Dieses Gebiet gehörte später auch zu Hermann von Neuenahrs Herrschaftsbereich. Die Grafschaft Moers hatte gleichzeitig durch Anerkennung der jülich-klevischen Lehnshoheit (Mediatisierung) ihre Reichsstandschaft aufgegeben.

#### Namensgleicher Student in Wittenberg
Am 27. April 1542 immatrikulierte sich ein „Hermannus Neuenar Coloniensis“ an der Universität Wittenberg. Briefe, die er – gemeinsam mit Philipp Melanchthon (1497–1560) – im November/Dezember 1543 an Johannes Caesarius und einen gewissen Hieronymus Neuinger, einen langjährigen Gönner, in Köln richtete, belegen, dass es sich bei diesem Studenten aus Köln nicht um den Grafen Herrmann von Neuenahr, sondern um einen bürgerlichen Namensvetter handelte. Graf Hermann war zu diesem Zeitpunkt bereits verheiratet und trat kurz darauf in Kriegsdienste. 1543 hielt er sich nicht in Wittenberg, sondern im Rheinland auf.
Hermann Neuenar war Tischgänger bei Johannes Marcellus und studierte bei Martin Luther und Philipp Melanchthon insbesondere Dialektik, Philosophie und Griechisch. Melanchthon hatte ihm im August aus Bonn 40 Taler für seine Schulden und das Versprechen des Grafen Wilhelm II. von Neuenahr auf weitere 25 Taler zu jeder Frankfurter oder Leipziger Messe mitgebracht. Das Geld sollte über die Köln-Leipziger Familie Bachofen von Echt geschickt werden. Neuenar hoffte, dass nach Beendigung des Geldrischen Erbfolgekrieges die Höfe wieder auf Stipendien ansprechbar sein würden.
Wahrscheinlich war der Wittenberger Student nichtehelicher Abkömmling einer Seitenlinie der Grafen von Neuenahr.

#### Reichstag in Speyer und Teilnahme am Feldzug gegen Frankreich
Anfang 1544 nahmen Hermann von Neuenahr und sein Vater Wilhelm II. mit der Kurkölner Delegation am Speyrer Reichstag teil. Anschließend diente Hermann von Neuenahr Kaiser Karl V. im Dritten Feldzug gegen Frankreich. Franz von Manderscheid (1514–1548), der ebenfalls mit seinem Vater in Speyer gewesen war, und er warteten mit ihren Reitern und Fußsoldaten in Nancy („Maasbrück“), bis die Subsidien des Reiches eintrafen, die der kaiserliche Schatzmeister Hugo Angelo (Angelite, Engelino, Engele) eingeworben hatte. Bei der Musterung der Truppen in Saint-Dizier am 24. Juli 1544 führte Hermann von Neuenahr 200 leichte Reiter (equites; Lanzierer), die sein Vater gestellt hatte. Eine Woche zuvor war dort Renatus von Châlon, Fürst von Oranien-Nassau, ein Cousin seiner Ehefrau, bei der Belagerung der Stadt an einer Schussverletzung verstorben.

#### Stolbergische Bürgschaft nach dem Rücktritt des Erzbischofs Hermann V. von Wied
In den Jahren 1547 bis 1549 übernahmen Wilhelm II. und sein Sohn Hermann von Neuenahr Bürgschaften für Schulden des früheren Erzbischofs Hermann V. von Wied in Höhe von 15.000 und 20.000 Gulden bei Hauprecht (Hubrecht) von Dinslaken, Bürger von Köln, und Alheid von Dinslaken, Witwe des Johann Key von Dinslaken, für die zunächst Ludwig von Stolberg-Königstein (1505–1574) und sein Bruder Heinrich (1509–1572) zusammen mit einigen Kölner Bürgern aus der Gesellschaft der edlen lebendigen selbst gehenden Wasserkunst gebürgt hatten. Wilhelm II. und Hermann von Neuenahr verkauften 1548/49 für insgesamt 8000 Goldgulden an die Familie Dinslaken jährliche Gülten von 400 Gulden aus den Gefällen und Einkünften ihrer Herrschaften Bedburg und Rösberg sowie aus dem ihnen vom Erzstift Köln verpfändeten Amt Hülchrath. Die Familie „Dinslachter“ verkaufte aus dem 1549 ausgehändigten Erbkaufbrief Erbrenten zu jeweils 5 % Zinsen weiter: 1552 gegen 2000 Gulden an Georg von Bellinghausen und seine Frau Gertrud von Leerodt und 1549/55 gegen 100 und 1000 Gulden an Katharina Kessel, Witwe des Johann Wolff.
1554 wurde eines der Darlehen von Ludwig von Stolberg-Königstein bis auf einen Restbetrag von 4000 Gulden abgelöst. Lic. Konrad Dinslaken, ein Sohn Alheids von Dinslaken, und Huprecht von Dinslaken (Dinstleck) versuchten ab 1559, Schuldforderungen bei Hermann von Neuenahr einzutreiben. 1568 stellte Graf Hermann eine Finalquittung über 4000 Goldgulden und rückständige Zinsen aus.
Nach einem Urteil des Reichskammergerichts 1562 zahlte Johann IV. von Wied-Runkel und Ysenburg († 1581) von einer bereits 1533 durch Wilhelm II. von Neuenahr übernommenen 10.000-Gulden-Bürgschaft für Hermann V. von Wied für Forderungen, die noch aus Zeiten der Erzbischöfe Ruprecht von der Pfalz und Hermann von Hessen (Kölner Stiftsfehde) stammten, 5000 Gulden an Hermann von Neuenahr zurück und setzte für weitere 5000 Gulden die Herrschaft Runkel zum Pfand; er und Ludwig von Stolberg-Königstein sollten darüber hinaus 1562 für insgesamt 20.000 Gulden Schulden eine Buße von 40 Mark lotigen Goldes entrichten. Das Reichskammergericht verpflichtete um 1570 die Grafen von Stolberg und von Wied, die Grafen von Neuenahr in diesen Bürgschafts-Angelegenheiten schadlos zu stellen. 1571 mussten Johann IV. von Wied-Runkel und Ludwig von Stolberg-Königstein die Erbrenten bzw. Pfandverschreibungen über insgesamt 3000 Gulden mit aufgelaufenen Zinsen anstelle von Hermann von Neuenahr zurückkaufen.

#### Rat des Kölner Erzbischofs Adolf von Schaumburg
1547/48 nahm Hermann von Neuenahr als Rat des Kölner Kurfürsten Adolf von Schaumburg (1511–1556; reg. 1547–1556) am Augsburger Reichstag teil. Im Frühjahr 1548 trat er die Rückreise an zusammen mit Feldmarschall Johann Hilchen von Lorch (1484–1548), unter dem er im Feldzug gegen Frankreich gedient hatte, aus dem Gefolge des Grafen Wilhelm von Nassau-Dillenburg, Hermanns Schwiegervater; Johann Hilchen verstarb kurz darauf. Hermann von Neuenahr hatte vor dem Augsburger Reichstag ein Kapital von 1000 Gulden an sich genommen, das der verstorbene Prior Robert Hülß († 1546) des Karmeliten-Klosters in Moers zurückgelassen hatte. Nach dem Augsburger Interim 1548 musste sein Vater Wilhelm II. dem Orden einen jährlichen Zins für diese Summe zahlen.
Im September 1548 hielt Hermann sich in Brüssel bei dem 15-jährigen Prinzen Wilhelm I. von Oranien und im Oktober 1548 bei dem kaiserlichen Feldherrn Maximilian von Egmond (1500–1548), Graf von Buren, einem Stiefcousin seines Vaters, und bei Philippe de Montmorency, Graf von Horn (* 1518/26; † 1568), in „Langey“ (Lannoy?) auf. Im Auftrag Wilhelms I. von Oranien, der sich mit dessen Tochter Anna von Egmond (1533–1558) verloben wollte (⚭ 1551), führte er 1549 Verhandlungen mit Maximilian von Egmonds Testamentsvollstreckern. 1551 reiste Hermann von Neuenahr nach Brüssel, Antwerpen und Mechelen.
1550 und 1555 bürgte Hermann von Neuenahr und Moers mit seiner Frau Magdalena von Nassau gegenüber Diederich von der Lipp genannt Hoen († 1565) zu Bleijenbeek und dessen Frau Alheit Schenk von Nideggen († 1555) für zwei Obligationen seines Schwagers Philippe de Montmorency, Grafen von Horn. Gemeinsam mit seinem Vater verpfändete Hermann 1551 für eine Schuld von 5514 Goldgulden die Gefälle von Crakau und Krefeld an Diederichs von der Lipp Bruder, den Drosten von Moers und Crakau Bertram von der Lipp genannt Hoen († 1557) zu Dreven (bei Hohenbudberg), und dessen Frau Beatrix von Galen († 1561). Die Erben von der Lipp prozessierten später gegen Hermann von Neuenahr, Walburgis von Neuenahr, auch untereinander und gegen Erzbischof Ernst von Bayern um die Bezahlung der Schuldverschreibungen.
Erzbischof Adolf von Schaumburg als Vormund des Prinzen Wilhelm I. von Oranien bevollmächtigte 1550 Hermann von Neuenahr, den kaiserlichen Obersthofmeister Claude de Bouton, Herr von Corbaron († 1556), Domkanoniker Gottfried Gropper (1507–1571), den Kurkölner Rat Johann Richwin († 1552/56) sowie den Nassau-Dillenburger Rat Wilhelm Knüttel (1510–1566) aus Siegen, sein Mündel im Katzenelnbogener Erbfolgestreit zu vertreten. Am 28. Juli 1550 geriet Hermann von Neuenahr anlässlich eines Hoffestes des Erzbischofs Adolf in Köln in einen Streit mit dem Kurkölner Hofmeister Graf Bernhard von Nassau-Beilstein († 1556), der nach langwierigen Vermittlungen erst am 8. November 1550 durch Vermittlung des Erzbischofs beigelegt werden konnte.
Am 24. Mai 1551 waren Hermann von Neuenahr, seine Frau Magdalena und seine Schwester Anna Walburga Gäste der Hochzeit des bayerischen Erbforstmeisters am Höhnhart und Mautners zu Straßwalchen, Oswald Rainer zum Erb und Teichstätt aus dem Pfleggericht Friedburg, und der Magdalena Hölzl, Tochter des Tiroler Kammerpräsidenten Blasius Hölzl von Thierburg († 1526), die von Herzog Wilhelm von Jülich-Kleve-Berg in der Schwanenburg ausgerichtet wurde. Zu Ehren des Brautpaars fand am nächsten Tag uff dem Hoy in der Nähe von Kleve ein Turnier (hastiludia; eine sog. „Spießbrechung“) statt.
1552 verschrieben Hermann von Neuenahr und sein Vater Wilhelm II. für 3000 Goldgulden eine jährliche Rente von 150 Goldgulden aus einem jülich-klevischen Lehen über 300 Goldgulden auf den Zoll zu Orsoy an den klevischen Rat Dr. Jakob Omphal (1500–1567) und seine Frau Elisabeth von Bellinghausen. Über diese Summe von 300 Goldgulden aus dem Orsoyer Zoll wurde Hermann von Neuenahr nach dem Tod seines Vaters 1553 von Herzog Wilhelm von Jülich-Kleve-Berg, dem Grafen von Mark, wieder belehnt. Er erhielt von Herzog Wilhelm auch ein Mannlehen von 100 oberländischen rheinischen Gulden aus dem Düsseldorfer Zoll.

### Regierender Graf

#### Antritt der Regierung

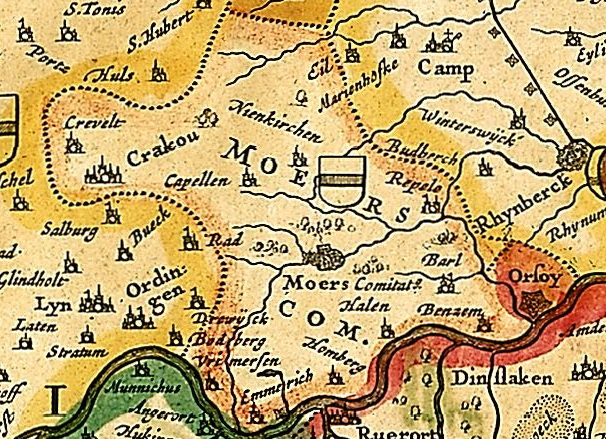
Grafschaft Moers (1633)

Seit 1552 war Hermann nach dem Tod seines Vaters regierender Graf von Neuenahr und Moers und Herr von Bedburg sowie Erbhofmeister von Kurköln. Mit der Devise „Non plus“ (= „Nicht mehr“) soll er nach seinem Regierungsantritt Trinkhorn und Würfel entsagt haben. Es gibt aber auch aus späterer Zeit Berichte über seinen hohen Bier- und Wein-Konsum. Bei einem Umbau des Moerser Schlosses ließ Graf Hermann den Wahlspruch in den neu errichteten Teil einhauen. „Non plus“ stellt einen humanistisch geprägten Gegenpol dar zur Devise „Plus ultra“ (= „Immer weiter“), wie sie in der gleichen Epoche in das Wappen Kaiser Karls V. aufgenommen wurde. Erasmus von Rotterdam zitierte den Wahlspruch „Non plus … quam sat est“ (= „Nicht mehr … als hinreichend ist“) nach Plutarch als Antwort des Teleklos (Telecrus) auf die Frage nach seinem Vermögen und kommentierte: „Reichtum wurde nicht nach der Habsucht, sondern nach dem Bedürfnis bemessen“.
Im Jahr seines Regierungsantritts belehnte Graf Hermann Jakob von Reuschenberg mit dem Velzhof (heute Felshof, 1748 neu erbaut) und 112 Morgen Ländereien im Kirchspiel Büttgen, die an Heinrich von Randerath unterverpachtet wurden.
1553 wurde Hermann von Neuenahr von Herzog Wilhelm von Jülich-Kleve-Berg mit der Grafschaft Moers und verschiedenen anderen Gütern belehnt. Ein Erbfolgestreit wegen der Grafschaft Moers mit den Brüdern Johann III./IV. (1511–1574) und Adolf von Nassau-Saarbrücken (1526–1559) und ihren Erben, in dem ab 1555 im kaiserlichen Auftrag die Pfalzgrafen vermitteln sollten, war bis zu Hermanns Tod nicht abgeschlossen. Zum 15. Dezember 1578, als Hermann von Neuenahr bereits verstorben war, hatte Ludwig VI. von der Pfalz (1539–1583) ihn und die Grafen Albrecht von Nassau-Weilburg-Ottweiler (1537–1593) und Philipp III. von Nassau-Saarbrücken (1542–1602) zu einem Entscheidungstermin nach Heidelberg eingeladen.

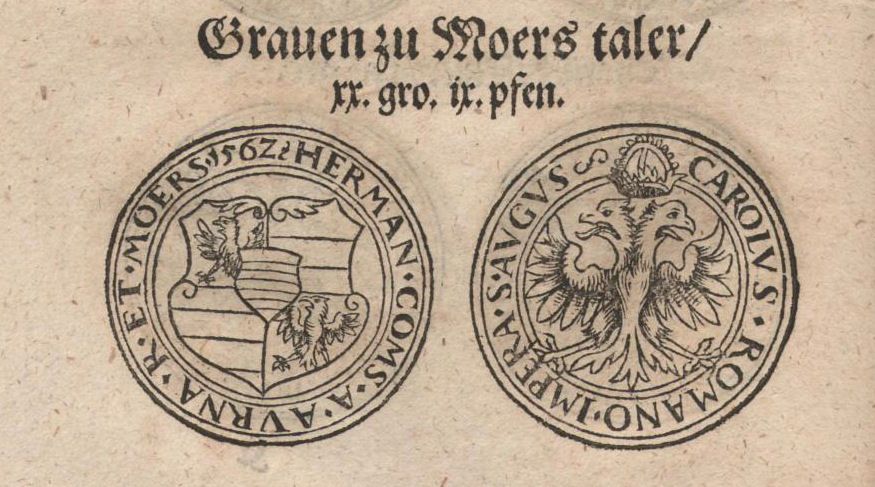
Reichstaler des Grafen Hermann von Neuenahr und Moers, 1562; Holzschnitt um 1571 (Umschrift fehlerhaft wiedergegeben, lies: statt:)

Aufgrund eines Münzprivilegs ließ Hermann von Neuenahr 1552, 1557, 1562, 1567, 1569 und 1570 silberne Reichstaler und Sechs-Heller-Stücke schlagen. Dies führte 1562 zu einem Konflikt mit dem kaiserlichen Kammermeister, dem das Privileg offenbar zunächst nicht bekannt war. Graf Hermann war Gewerke der Grube Rhonard bei Olpe, an der er, Graf Johann VI. von Nassau-Dillenburg (1536–1606) und Graf Hermann von Hatzfeld (1527–1600) zu je einem Drittel beteiligt waren.
Von Graf Dietrich V. von Manderscheid-Schleiden-Virneburg (1508–1560) und dessen Sohn Dietrich VI. von Manderscheid (1538–1593) erhielt Hermann von Neuenahr von 1552 bis zur Schlussrate 1565 aus einem Darlehen seines Vaters eine jährliche Pension von 200 Goldgulden. Als Abfindung auf alle Ansprüche auf die Grafschaft Virneburg wurden ihm 1553 außerdem von den Manderscheidern 3000 Goldgulden überbracht. In Geldern nahm er die Vogtei über das Augustinerinnenkloster Nazareth wahr und vergab als dessen Lehen den Hartmeshof, den Poelmanshof, das Sittermans-Gut (vgl. heute Sittermansweg) und das Gut ter Stegen in der Hontschaft Vernum (Vernhem) im Gericht Nieukerk.
Hermann von Neuenahr und Philippe von Horn hielten sich im Januar 1553 zu Gesprächen am Düsseldorfer Hof auf. Im Frühjahr 1553 erwog Kaiser Karl V., Graf Hermann von Neuenahr zu einem der neuen Reichshofräte zu ernennen. Er beauftragte ihn im Juli zusammen mit Rat Karel Tisnack (Charles de Tisnacq) († 1573) und General Lazarus von Schwendi (1522–1583), in Eger Bündnisverhandlungen mit Kurfürst Moritz von Sachsen (1521–1553) zu führen. Der venetianische Gesandte Marcantonio Amulio (1506–1572) berichtete dem Dogen, die Delegation habe den geheimen Auftrag, Markgraf Albrecht II. Alcibiades von Brandenburg-Kulmbach (1522–1557) zu einem Raubzug gegen Frankreich zu bewegen. Ein am 24. Juli 1553 geplanter Tag in Eger kam jedoch nicht mehr zustande, weil Moritz von Sachsen wenige Tage zuvor an den Folgen einer in der Schlacht bei Sievershausen erlittenen Verletzung starb. An der schließlich nach Zeitz in den Oktober 1553 verlegten Konferenz mit Kursachsen nahm Hermann von Neuenahr nicht teil.
1553 verschrieb Graf Hermann eine jährliche Rente von 200 Gulden aus den Einnahmen von Bedburg an den jülisch-klevischen Hofmeister Werner von Hochsteden-Niederzier (1499–1565) zu Nothausen, Amtmann von Kaster, Grevenbroich und Gladbach, und seine Frau, die Liederbuch-Verfasserin Katharina von Hatzfeld-Wildenburg (* um 1521; † 1578). Er verpfändete dafür Güter zu Morken und Königshoven.
Magdalena von Nassau-Dillenburg, Graf Herrmanns Frau, war am 12. November 1553 in Kleve eine der Patinnen der Prinzessin Magdalena von Jülich-Kleve-Berg (1553–1633), die vom Hofprediger Arnold Bongard († um 1568) getauft wurde. Am 19. November 1553 fand im Anschluss an die Tauffeier in Kleve eine Konferenz statt, an der der Kurkölner Chorbischof Graf Friedrich von Wied, Abt Hermann von Werden, sieben weitere Grafen – Wilhelm „der Reiche“ von Nassau-Dillenburg, Dietrich V. von Manderscheid-Schleiden-Virneburg, Gumprecht II. von Neuenahr und Limburg und Charles de Brimeu-Megen als Schiedsrichter sowie als Beobachter Franz II. von Waldeck-Eisenberg, Edzard (II.) Cirksena von Ostfriesland und Johann von Manderscheid-Blankenheim-Gerolstein –, der Jülicher Kanzler Johann Ghogreff, Räte aus Kleve und Weseler Schöffen teilnahmen, um Grenzstreitigkeiten zwischen Graf Hermann von Neuenahr und Moers und dem Rat der Stadt Duisburg (senatus Teutoburgensis) beizulegen. In einem Streit zwischen Gotthard von Reifferscheid zu Monheim und Johann IX. von Salm-Reifferscheid-Dyck (1513–1559) veranlassten Herzog Wilhelm von Jülich-Kleve-Berg und Graf Hermann von Neuenahr und Moers 1554 den Abschluss eines Vergleichs (Rezess).
Kaiser Karl V. belehnte Hermann von Neuenahr 1554 mit den Zöllen auf der limburgischen Maas zwischen Maastricht und Venlo, die schon seine Manderscheid-schleidener und Neuenahrer Vorfahren als sog. „Schleidener Zoll“ besessen hatten. Hermann verpachtete die Maaszölle 1560 an seine Schwester Anna Walburga.
Über die Abgabenforderung aus Gut und Hof Born an der Woltersheide bei Brüggen schloss Graf Hermann 1555 durch Vermittlung von Domkanoniker Gottfried Gropper und Rat Jakob Omphal (Ampholien) einen Vergleich mit Abt Benedikt Kessel († 1556) und Konvent von St. Pantaleon in Köln; 1569 einigte er sich mit dem Kloster über die Ablösung der Erbpacht. 1555 belehnte Hermann von Neuenahr und Moers Bernhard von Hüls mit Haus Rath im Kirchspiel Bockum im Amt Uerdingen, gleichzeitig erfolgte eine Mitbelehnung durch Kurköln.

#### Regent der Grafschaft Limburg und Verweser der Kölner Erbvogtei
Nach 1555 nahm Graf Hermann die Kinder Amalia (1539–1602) – spätere Kurfürstin von der Pfalz –, Magdalena (1550–1626) – spätere Gräfin von Tecklenburg – und Adolf (* um 1545; † 1589) seines verstorbenen Cousins 2. Grades Graf Gumprecht II. von Neuenahr und Limburg (* um 1503; † 1555) bei sich in Moerser Schloss auf und wurde ihr Vormund. Bis zur Volljährigkeit seines Neffen Adolf 1570 übernahm er die Regentschaft in der Grafschaft Limburg und nahm dessen Rechte aus der Kölner Erbvogtei wahr. Hermann von Neuenahr wurde 1560 von Herzog Wilhelm von Jülich-Kleve-Berg förmlich mit Schloss Hohenlimburg und dem Hof Beckhausen belehnt. Für seine Mündel machte er nach dem Tod von Graf Michael III. von Wertheim (1529–1556) neuenahrische Ansprüche gegen Graf Ludwig zu Stolberg-Königstein auf die Erbschaft ihres Urgroßvaters Wilhelm I. von Wertheim (1421–1482) geltend, zu der u. a. die Herrschaft Breuberg im Odenwald gehörte. In den 1560er Jahren setzte er sich als Vormund seines Mündels Adolf von Neuenahr gegen das Kapitel von St. Kunibert für die Wahrung der erbvogteilichen Rechte in Mauenheim ein.
Zusammen mit seiner Frau Magdalena von Nassau hatte Hermann von Neuenahr vom Kloster Kamp in Erbpacht dessen Gerechtigkeiten im Mittel-Vluynbusch (Busch genannt Middelflumer), in der Eickhauser Heide (heute: Eickhausweg in Neukirchen-Vluyn) und der Rheurdter Heide sowie die Laten-Gerechtsamen in Winterswick in Besitz. Von der Abtei Werden wurde Hermann wie sein Vater mit der Herrschaft Friemersheim einschließlich der Höfe Steinhof, zur Borg (ter Borgh, heute: Am Borgschenhof) und zu Homberg, der Fischerei im Rhein bei Friemersheim und der Markenbüsche belehnt. 1556 appellierte Hermann an die geldrischen Landstände, ihm die entzogenen Einkünfte aus seinen Pfandschaften in der Grafschaft Kessel und im Amt Krickenbeck sowie den Besitz des Zolls in Tiel wieder zu verschaffen, die bereits sein Vater aus dem Erbe des Grafen Vincenz von Moers-Saarwerden († 1499) beansprucht hatte. Die Intervention scheint erfolgreich gewesen zu sein, denn Herrmann verpfändete später Renten im Amt Krickenbeck gegen ein Kapital von 3000 Gulden an Jakob Omphal. Für Johann Georg I. (1515–1579) und Hans Albrecht von Mansfeld-Vorderort (1522–1586) verbürgte er sich 1556 beim Kölner Domkapitel für eine Schuld von 8000 Gulden und hinterlegte als Sicherheit die Pfandbriefe auf Hülchrath und den Hof Morken. 1557 übergab Hermann von Neuenahr Hof Morken gegen einen jährlichen Zins an Jakob von Harff (* um 1534; † 1566/74) zu Empel und Friesheim, 1564 beurkundete er den Weiterverkauf der Pacht an Jakob von Rottkirchen (1527–1617).
Im Erbschaftsstreit um Haus Eyll und die drei Horlschen Güter Hovestadt, Wüstenhof und Frintrop bei Essen zwischen den drei Töchtern des Essener Erbmarschalls Johann auf dem Berge und seiner Frau Sandera (Alexandra) von Eyll, nämlich Steffana (Stephanie) op dem Berge († um 1569) – verheiratet mit Adolph von Steinhaus († um 1560) zu Essen –, Catharina op dem Berge (* um 1520; † nach 1567) – verheiratet mit Johann von Raesfeld (* um 1510; † vor 1562) zu Hameren – und Elisabeth op dem Berge d. Ä. († 1568) – verheiratet mit Erbmarschall Goswin (Goessen) von Raesfeld (1518–1594) zu Eyll – war eidlich bekräftigt worden, dass die Entscheidung des Schiedmanns, Graf Hermann zu Neuenahr und Moers, bindend sein solle. Haus Eyll war neun Jahre im Besitz von Adolph von Steinhaus gewesen, Graf Hermann sprach es 1556 Goswin von Raesfeld zu. Der Streit war Gegenstand langjähriger Prozesse.
Im April 1557 versuchten Wilhelm I. von Oranien und Hermann von Neuenahr in Brühl vergeblich, den Kölner Erzbischof Anton von Schaumburg († 1558; reg. 1557) zum Beitritt zu einem antifranzösischen Defensivbündnis der rheinischen und niederländischen Territorien zu bewegen. Den Erbverzicht von dessen Bruder Wilhelm († 1580), Propst zu Meschede, später zu Hildesheim, zugunsten des regierenden Grafen Otto IV. von Holstein-Schaumburg (1517–1576) besiegelte „Graf Hermann zu Nienaar“ in Stadthagen mit.
1557 hieß es, dass Hermann von Neuenahr 600 Karlsgulden Schulden bei dem Baseler Speditionskaufmann (Gutfertiger) Gian Angelo Calderini genannt Johann Schönengel († nach 1573) habe; Kölner Gläubiger Calderinis versuchten, diese Forderung durch das Reichskammergericht zu ihren Gunsten eintreiben zu lassen.
Zusammen mit seinem Schwager Philippe de Montmorency, Graf von Horn, führte Hermann von Neuenahr einen Rechtsstreit, in den bereits sein Vater involviert gewesen war, gegen Graf Ludwig von Stolberg-Königstein um das Heiratsgut der Ännchen von Rodemachern, einer Schwester seiner Urgroßmutter, aus ihrer 1467 geschlossenen Ehe mit Graf Ludwig I. von der Marck († 1498), Herrn von Rochefort. Wegen dieser strittigen Besitzungen der Herren von Rochefort in den Ardennen, zu denen Chassepierre, Ivois, Florenville und Termes gehörten, riefen Hermann von Neuenahr und Philippe von Horn das luxemburgische Rittergericht an und erhoben eine „Personal-Forderung“ über 6000 Goldgulden gegen Graf Ludwig zu Stolberg-Königstein und Rochefort. Graf Hermann reiste Anfang 1563 selbst nach Luxemburg (Lützenburgh), wahrscheinlich in dieser Angelegenheit.

#### Vormund der Junggrafen von Nassau-Dillenburg

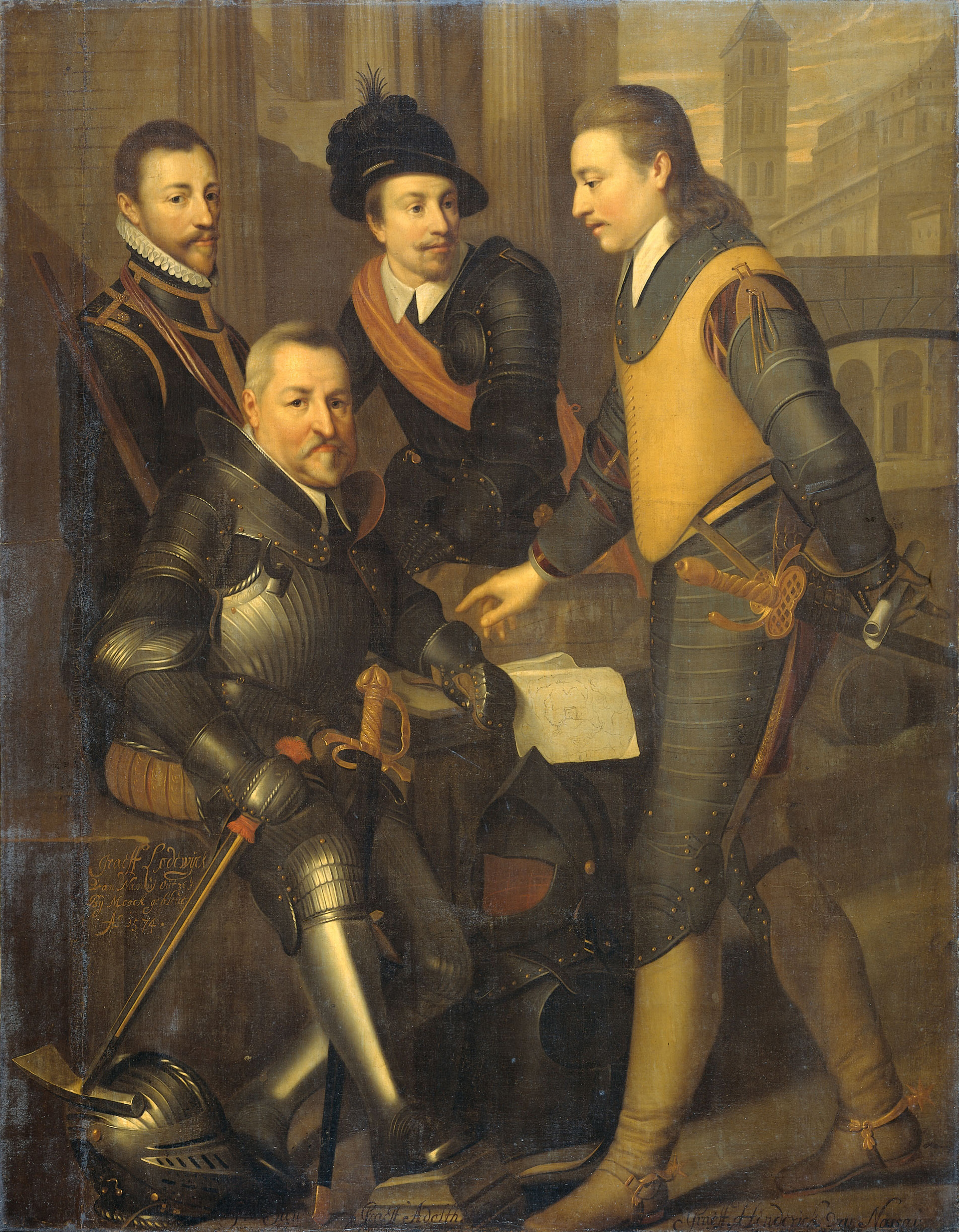
Ludwig (links), Johann VI. (sitzend), Adolf und Heinrich von Nassau-Dillenburg; Gemälde von Wybrand de Geest, um 1630

Nach dem Tod seines Schwiegervaters Wilhelm von Nassau-Dillenburg 1559 war Hermann von Neuenahr zusammen mit ihrem ältesten Bruder Wilhelm I. von Oranien auch einer der beiden Vormünder der Grafen Johann VI. (1536–1606), Ludwig (1538–1574), Adolf (1540–1568) und Heinrich von Nassau-Dillenburg (1550–1574) und ihrer Schwestern. Im Mai 1560 war Hermann bei der Taufe von Wilhelm Ludwig von Nassau-Dillenburg (1560–1620) in der Nikolaikirche zu Siegen zugegen. 1562 bat er darum, von der Vormundschaft entbunden zu werden. Allerdings trat er weiterhin als gerichtlicher Kurator der Halbwaisen auf. 1564 stimmte er als Vormund in Diez dem Diezer Vertrag mit Erzbischof Johann VI. von der Leyen von Trier zu, bei dem die Nassau-Dillenburger auf ein Viertel der Grafschaft Diez verzichteten.

#### Prozesse um Erb- und Lehngüter
Mit dem Drost zu Linn Dr. jur. Degenhard von Haes († 1584) zu Sollbrüggen stritt sich Hermann von Neuenahr über angeblich unberechtigte Eingriffe in seine Erbgüter zu Linn, Uerdingen und Kempen. 1560 erwirkte er ein Lehnsgerichts-Urteil gegen das Kartäuserkloster St. Beatus in Koblenz, das ihm den Lehensempfang mit Wein von Gefällen in Maasbommel entzogen hatte. Im selben Jahr strengten Gertrut von der Brüggen, Ehefrau des Heinrich (von) Goltstein zu Altlauvenburg bei Kaarst, und ihre Schwester Elsgen, Professjungfrau im Kloster Fürstenberg bei Xanten und später Ehefrau des Kaspar von Kleingedanck genannt Mommersloch († 1590) aus Köln, gegen Graf Hermann einen Prozess vor dem Reichskammergericht an um das Werdener Lehen Haus Terburg (ter Borgh) westlich von Friemersheim. Der Prozess um den „Hof zur Burg“ war bei Hermann von Neuenahrs Tod noch anhängig. Gegen Valenus von Geldern († 1565) prozessierte Hermann 1561 und gegen Jacob van Eick 1569 um den Kirchensatz und den Zehnten zu Arcen (Arssen). 1561 bot er die Ablösung des Neubruchzehnten in Gendt an, und 1562 setzte er sich mit Äbtissin und Konvent von Kloster Graefenthal wegen Gütern in Angeren und Gendt auseinander. Der Abtei Brauweiler übertrugen Hermann zu Neuenahr und Moers und seine Frau Magdalena von Nassau Büsche- und Heideländereien auf der Ville samt Acker-Wiesen-Bruchland und Zehnten bei Ichendorf, um eine Geldrente abzulösen. 1564 belehnte Hermann von Neuenahr Henrich von Honnepel zu der Impel, einen Schwager des † Junkers Evert von Ravensberg († um 1563), für die unmündigen Kinder des Verstorbenen mit Gütern im Amt Linn (Koulhuser Hof oder Kaulhausen, Holzgewalt im Bockumer Busch, Brügger Hof; heute: Brüggerstraße), bei denen es sich um Kurkölner Lehen handelte. Gegen Petrus Medmann führte er ab 1565 einen Prozess um Güter in Fliesteden.
Ab Ende der 1550er Jahre führte Hermann von Neuenahr einen umfangreichen Briefwechsel mit seinem Verwandten Graf Wilhelm IV. von dem Bergh ’s-Heerenberg (1537–1586), der 1556 im Moerser Schloss seine Schwägerin Maria von Nassau-Dillenburg (1539–1599) geheiratet hatte. Hermann bemühte sich 1561 bei Wilhelm IV. von dem Bergh auch, einem gewissen „Frans van Newenahr“ das Amt eines Schultheißen in Stevensweert zu verschaffen, das aber schon vergeben war. Es liegt nahe, hierbei an einen natürlichen Sohn seines Vaters Wilhelms II. zu denken.

#### Privilegium de non appellando
1560 erhielt Graf Herrmann von Kaiser Ferdinand I. (1503–1564) ein Privilegium de non appellando limitatum für Prozesse mit Streitwerten unter 100 Gulden, das nach einem Prozess vor dem Reichskammergericht 1566 von Kaiser Maximilian II. (1527–1576) auf 200 Gulden erhöht wurde.
Der Kölner Erzbischof Gebhard von Mansfeld (1524–1562; reg. 1558) erneuerte 1561 die Belehnung mit Bedburg, Garsdorf, Hof Morken (Mörick), Rösberg und dem Erbhofmeisteramt des Erzstiftes. Hermann von Neuenahr belehnte 1561 den Amtmann zu Grevenbroich und Gladbach Heinrich von Hochstetten mit dem zur Herrschaft Bedburg gehörenden Bartzgut und etwa 120 Morgen Ackerland (Artland) zu Anstel und Nettesheim im Amt Hülchrath und stimmte 1569 dem Verkauf durch Otto von Bylandt-Rheydt († 1591) und seine Frau Maria von dem Bongart († 1616) an Gerhardt Mohr († 1592) und seine Frau Margarethe von Weidenfeld (Wiedenfels) († nach 1569) zu. Als Landesherr von Rösberg sprach Graf Hermann der Deutschordensballei Koblenz, die dort über Allodialgut verfügte, 1563 strittige Ländereien zu.
Mit Zustimmung von Johann IX. von Salm-Reifferscheid-Dyck hatte Hermann von Neuenahr noch kurz vor dessen Tod den reifferscheidischen „Törnisch“ auf dem Zoll zu Kaiserswerth eingelöst, den Johann IX. 1520 an die Stadt Neuss verpfändet hatte. 1561 unterstützte Hermann Johanns IX. Witwe Gräfin Elisabeth von Henneberg-Schleusingen (1517–1577) und ihre Söhne Wilhelm, Werner und Johann im Streit mit Wilhelm Scheiffart von Merode († 1577) um den Besitz der Herrschaften Alfter und Bornheim. Mit der Herrschaft Alfter war das Kurkölner Erbmarschallamt verbunden. Auf dem Hochaltar im Chor der Sint Janskerk in Arnhem ließ „Herman van Neuwenar, grave zu Moerss“ durch seine Bevollmächtigten Meester Johan Deyn († 1567), Advokat an der geldrischen Kanzlei, und seinen Sekretär Johannes Eschenfelder (Essevilder) 1000 goldene französische Schilde (Écus) im Wert von 2000 Goldgulden hinterlegen, um einen 42 Morgen großen Hof in Overbetuwe im Kirchspiel Elst auszulösen, den Bernard Mumm von Schwarzenstein (Berndt Mom van Swartstein) († 1584), Drost zu Orsoy, von seinen Vorfahren in Pfandschaft besaß.
Erbhofmeister Hermann von Neuenahr besiegelte 1561 die Eheberedung von Maria von Wylich zu Diersfordt (1536–1610) und Mauritz Ripperda (1530–1616) zu Vorden und Petkum mit. Im August 1561 nahm Hermann von Neuenahr an der Hochzeit von Wilhelm I. von Oranien mit Anna von Sachsen (1544–1577) in Leipzig teil. Er hatte zuvor für Oranien über eine Summe von 15.000 Goldgulden gebürgt. Am 14. Juni 1562 begleiteten Hermann und seine Frau Magdalena von Nassau-Dillenburg seine Schwägerin Maria von Nassau-Dillenburg und seinen Schwager Wilhelm I. von Oranien, die Paten wurden, zur Taufe von Johann Wilhelm von Jülich-Kleve-Berg (1562–1609).
Gemeinsam mit der Abtei Knechtsteden besaß Neuenahr als Moerser Pfandschaft den Zehnten zu Lobberich. Nachdem man länger vor dem geldrischen Hofgericht in Arnheim prozessiert hatte, verglich Graf Herrmann sich 1562 mit der Gemeinde, die seine Hälfte des Zehnten seitdem gegen eine jährliche Pachtzahlung selbst einziehen durfte. 1562 verschenkten Hermann und seine Schwester Anna Walburga von Neuenahr (1522–1600) die von ihnen beanspruchten, tatsächlich aber seit 1479/92 von der Markgrafschaft Baden-Baden in Besitz genommenen Schlösser und Herrschaften Rodemachern, Reichersberg, Hesperingen, Useldingen und die Hälfte von Esch an der Sauer an Walburgas ersten Ehemann Philippe von Horn.
Im Oktober 1562 hielt sich Hermann („die dulle Grave von Neunar“) in Kloster Bredelar auf. Vermutlich stand die Reise in Zusammenhang mit dem hohen Engagement des Klosters im Bergbau des kurkölnischen Sauerlandes, etwa in seinen Besitzungen Giershagen oder Bleiwäsche. Am 24. und 30. November 1562 nahm Hermann von Neuenahr und Moers in Frankfurt am Main im Gefolge des in derselben Woche neu gewählten Kölner Kurfürsten Friedrich IV. von Wied und zugleich auch im Gefolge des Herzogs Wilhelm von Jülich-Kleve-Berg an der Wahl und Krönung von Maximilian II. zum deutschen König teil.

#### Erbhofmeister des Erzbischofs FriedrichIV. von Wied
Friedrich IV. von Wied, der am 19. November 1562 zum Kölner Erzbischof gewählt worden war, versuchte vor seinem Regierungsantritt die Finanzen des Kurstifts zu sanieren, die durch seinen Vorgänger Gebhard von Mansfeld mit Schulden belastet waren, ohne mit dem Domkapitel in Konflikt zu geraten. Hermann von Neuenahr, der auf einem ersten, vom Kapitel einberufenen Tag im Februar 1563 nicht erschienen war, berief nach einem Vorgespräch mit Friedrich IV. die beiden weltlichen Stände Grafen und Ritterschaft als Erbhofmeister auf den 12. März 1563 zu einem Landtag nach Neuss ein. Auch auf diesem Tag wurde keine einvernehmliche Lösung gefunden. Mit Erzbischof Friedrich IV. schloss Hermann 1564 einen Vertrag über den – heute verlandeten – Mittelwerth bei Merkenich, der künftig als Neuenahrer Erblehen gelten sollte, und die Fischerei zu Merkenich im Amt Hülchrath.
Im Sommer 1564 besiegelte Hermann von Neuenahr mit rotem Wachs die Eheberedung zwischen Vinzenz von Wylich-Winnenthal (1533–1574) zu Diersfordt und Jutta von Palant (1540–1615) zu Keppel und Voorst mit. 1565 korrespondierte Hermann von Neuenahr mit Armgard von Rietberg († 1584), einer Enkeltochter seiner Cousine Walburga von Brederode (1512–1567) und Urenkelin seiner Tante Anna von Neuenahr († 1535), über ihre Belehnung mit der Grafschaft Rietberg, die von Landgraf Philipp I. von Hessen nach dem Tod ihres Vaters eingezogen worden war. Ihren Sekretär und späteren Kanzler im Harlingerland Jost Wetter († um 1582), den Hermann in Verdacht hatte, die Briefe Armgards zu entwerfen, nannte er einen „böszwicht“. Der Arzt Johann Weyer aus Kleve hielt sich im Oktober 1565 in „Betsburg“ auf.
1565 schlossen Herzog Wilhelm von Jülich-Kleve-Berg und Graf Wilhelm IV. von dem Bergh ’s-Heerenberg einen Vertrag über den Grenzverlauf zwischen ihren Territorien, der die Setzung von Grenzsteinen an der Toten Landwehr im Hetter-Millinger Bruch zur Folge hatte. Graf Hermann von Neuenahr und der klevische Kanzler Heinrich Bars genannt Olisleger fungierten bei dem Vertragsabschluss als Schiedsleute.

### Kaiserlicher Rat MaximiliansII.

#### Reichstag in Augsburg

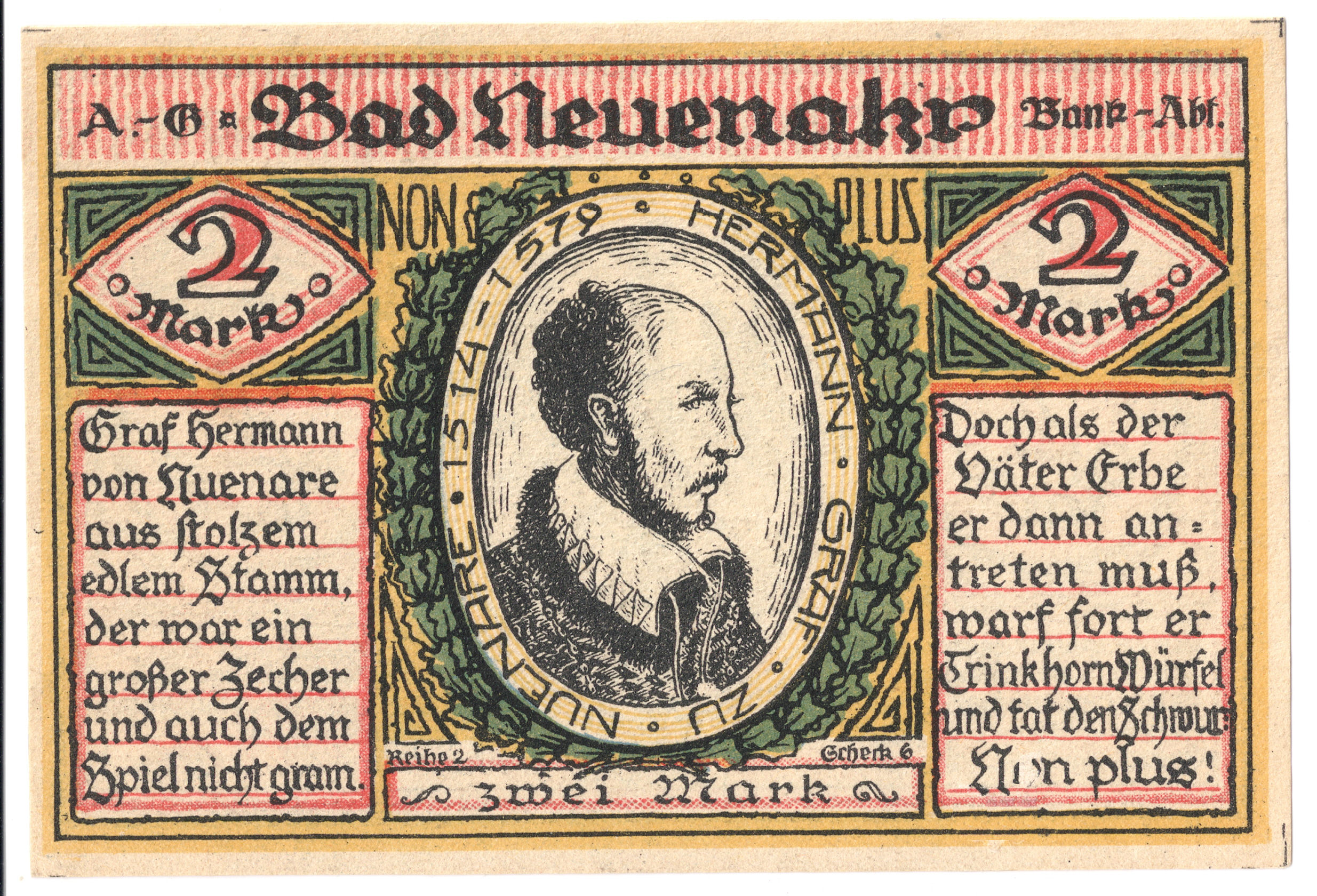
Darstellung des Grafen Hermann von Nuenare nach dem Ölbild eines unbekannten Malers im Grafschafter Museum Moers auf einem 2 Mark-Notgeld-Schein der Kurdirektion Bad Neuenahr, 1922

Maximilian II. ernannte Hermann von Neuenahr 1566 zum Kaiserlichen Rat und erhöhte die Summe seines Privilegium de non appellando limitatum. Als Mitglied des Hofrates nahm „Herman von Newena“ im Frühjahr dieses Jahres im Gefolge des Kaisers am Augsburger Reichstag und den Sitzungen des Reichshofrates teil. Als Philippe de Montmorency ihn nach dem Augsburger Reichstag in Moers besuchte, war Graf Hermann lebensgefährlich erkrankt.
Im September 1566 soll Hermann von Neuenahr nach einem Bericht von Hermann von Weinsberg (1518–1597) dem flüchtigen Tilmann Iserenheuft (Isenhäupt, Eisernhaubt), der nach einem Streit mit dem Kölner Buchhändler Jacob Butterweck um die Bezahlung einer Ausgabe der – päpstlich verbotenen – Colloquia familiaria des Erasmus von Rotterdam Körperverletzungen im Dom begangen hatte und dem Scharfrichter auf Melaten entkommen war, in Bedburg Unterschlupf gewährt haben. Nach Gerichtsakten wurde Tillmann wegen Geisteskrankheit dort im Augustinerkloster verwahrt. Weinsberg kolportiert das Gerücht, seine Mutter „were ein bastart van Nuwenar“, demnach Hermanns Halbschwester oder Cousine.

#### Niederländischer Aufstand
Der Bildersturm in den Niederlanden zu Beginn des Niederländischen Aufstands im Sommer 1566 wurde – teilweise aufgrund gefälschter Dokumente – anfangs dem Statthalter von Flandern und Artois Lamoral von Egmond (1522–1568) sowie dem Anführer der „Geusen“ Heinrich von Brederode (1531–1568) – verheiratet mit Graf Hermanns Mündel Amalia von Neuenahr-Alpen – angelastet, die sich der streng katholischen Politik Philipps II. von Spanien (1527–1598) widersetzt hatten. Der Agent König Philipps II. in Flandern, Lorenzo de Villavicencio OESA (1501–1581), machte dafür letztlich den Grafen von Neuenahr verantwortlich:

„Der Graf von Nivenar … zeigt sehr große Unbotmäßigkeit gegenüber Ew. M. und genauso zweifelhafte Loyalität. Der Hauptteil der Bosheit und Respektlosigkeit der Grafen von Egmont und von Brederode wurde aus der niederträchtigen Gesinnung dieses Grafen geboren. Wenn er es mit Katholiken zu tun hat, ist er in Wort und Tat Lutheraner. Wenn er es mit Lutheranern zu tun hat, ist er in gleicher Weise Katholik. Und wenn er betrunken ist, glaubt er weder an Gott noch an den Teufel. Er ist ein Mensch von sehr verdorbenem Charakter.“

Zu der Religions-Konferenz vom 12. bis 21. Januar 1567 in Düsseldorf unter Vorsitz von Wilhelm Ketteler (1512–1582), an der 28 römisch-katholische, erasmische, lutherische und reformierte Politiker und Theologen teilnahmen, wurde Hermann von Neuenahr, der seine Teilnahme geplant hatte, weil er „Gottesz und Seines Wortts eher hett helffen mögen beförderen“, von Herzog Wilhelm von Jülich-Kleve-Berg nicht eingeladen. Ihm wurde mitgeteilt, dass er „auff geruerten tagh nicht werdt erfördert werden“. Da er „woll langhs gewust dasz mich viell leuth daselbst nicht gern sehen wurden“ und er kein klevischer Hofrat sei, wollte er auch nicht ungerufen dort erscheinen.
Am 1. Februar 1567 verabredeten Wilhelm I. von Oranien, Heinrich von Brederode, Philippe de Montmorency, Graf von Horn, Antoine II. de Lalaing, Comte de Hoogstraten (1530–1568), Hermann von Neuenahr und Wilhelm IV. von dem Bergh ’s-Heerenberg in Breda eine erneute Intervention Brederodes bei der Generalstatthalterin Margarethe von Parma (1522–1586), um Glaubensfreiheit in den Niederlanden einzufordern. Anschließend traf Graf Hermann noch im selben Monat den Prinzen und späteren Landgrafen Georg I. von Hessen-Darmstadt (1547–1596) in Kassel, wahrscheinlich anlässlich eines Besuchs bei dessen Vater Philipp I. von Hessen, der im folgenden Monat starb, oder wegen eines gleichzeitig in Fulda stattfindenden Konvents protestantischer Stände. Auch Ludwig von Nassau-Dillenburg und ein Graf von Solms – wohl Philipp von Solms-Braunfels (1494–1581) – hielten sich in diesem Monat in Kassel auf.
Den Prior Peter Voghel (Vogelius) des Karmeliterklosters Geldern, der die Nachfolge im Moerser Karmeliterkloster antreten wollte, ließ Graf Hermann 1567 für dreieinhalb Monate inhaftieren. Der Ordensprovinzial von Niederdeutschland Johann Meyer von Groll (Groenlo) protestierte beim Reichskammergericht gegen die Beeinträchtigung des Klosters, das von Graf Hermann 1573 endgültig aufgelöst und in die Moerser Lateinschule umgewandelt wurde.
Am 3. April 1567 erließ Hermann von Neuenahr eine Gerichtsordnung für die Grafschaft Moers.

#### Tod der Ehefrau Magdalena von Nassau
Am 18. August 1567 verstarb Graf Hermanns Ehefrau Magdalena. Kurz darauf wirkte er mit bei der Eheberedung zwischen Werner von Salm-Reifferscheid-Dyck (1545–1629) und Anna Maria von Limburg-Styrum (* um 1546; † 1637), die zum 26. August in das Nikolauskloster bei Liedberg einberufen wurde. Mit Marias Bruder Hermann Georg von Limburg-Styrum und Wisch (1540–1574), dem Pfandherrn des Kurkölner Amtes Liedberg, trug Hermann von Neuenahr verschiedene Nachbarschaftsstreitigkeiten aus.
Bei den Verhandlungen zur Resignation (Abdankung) des Kölner Kurfürsten Friedrich IV. von Wied fungierten 1567 Hermann von Neuenahr, Philipp I. von Winneburg-Beilstein († 1583) und der kaiserliche Hofkanzler Dr. Johann Hegenmüller († 1584) als kaiserliche Kommissare, die zwischen dem Erzbischof und dem Domkapitel vermittelten. Friedrich IV. von Wied war ein Cousin von Hermanns Mutter Anna von Wied. 1568/69 wurde der Grafschaft Neuenahr und Moers eine Moderation (Ermäßigung) ihrer Beiträge nach der Reichsmatrikel zugestanden.

Philippe de Montmorency

Als sein Schwager Philippe de Montmorency, Graf von Horn, von Herzog Alba (1507–1582) verhaftet worden war, setzte sich Hermann von Neuenahr –  meist gemeinsam mit Antoine II. de Lalaing (1530–1568), Comte de Hoogstraten, der mit Philippes Schwester Eleonore de Montmorency (1536–1581) verheiratet war – in Briefen an Kaiser Maximilian II., König Philipp II. von Spanien, Herzog Alba, die vier rheinischen Kurfürsten, alle Kurfürsten und den Westfälischen Reichskreis erfolglos für ihn ein. Philippe de Montmorency und Lamoral von Egmond wurden am 5. Juni 1568 in Brüssel hingerichtet.

#### Nach dem Tod des Schwagers Philippe von Horn
Über Einnahmen aus der 1551 an Bertram von der Lipp genannt Hoen verpfändeten Herrschaft Cracau kam es ab 1568/69 zu einer Auseinandersetzung mit dessen Schwiegertochter, der Drostin Maria von Vlodrop (Flodorp), Witwe des Drosten Wilhelm von der Lipp gen. Hoen († um 1568), und ihrem zweiten Ehemann Dietrich II. von Mirlaer genannt Myllendonk-Drachenfels, Reuland und Heyden (* um 1520; † 1585), die auch militärisch mit einer Besetzung des Krefelder Landes durch Hermann von Neuenahr und vor dem Reichskammergericht ausgetragen wurde. Da der Ertrag aus Cracau regelmäßig 5 % der Pfandsumme überstiegen hatte, einigte sich Hermann von Neuenahr 1569 mit Reinhardt von Raesfeldt († 1591) zu Lüttinghof (Luttickenhoven), Statthalter des kurkölnischen Vests Recklinghausen, und dessen Frau Anna von der Lyp gen. Hoen, dass künftig eine jährlich Erbrente von 275 Goldgulden 1 Ort und 3 Raderalbus – genau 5 % des Darlehens – aus dem Werth-Hof zu Friemersheim geleistet werden sollte; der Abt von Werden Hermann von Holten als Lehnsherr stimmte der Pfandverschreibung zu.
1569 vermittelten Hermann von Neuenahr und Gottfried Gropper in einem Streit zwischen dem Kölner Domkapitel und der Reichsabtei Kornelimünster um den Zehnten in Gressenich. Mit Landgraf Wilhelm IV. von Hessen-Kassel (1532–1592) unterhielt Hermann von Neuenahr eine ausgiebige Korrespondenz und vermittelte ihm mehrfach Blumen aus den Niederlanden und einen Gärtner oder bot ihm 1563 ein Astrolabium an. Im Gegenzug erhielt er Salz oder Einbecker Bier. Auch mit Herzog Wilhelm d. J. zu Braunschweig-Lüneburg (1535–1592) tauschte er Pflanzen. Graf Herrmanns Garten wurde 1559 von dem Wittenberger Studenten Elias Bomelius aus Wesel – einem Sohn des auch in der Grafschaft Moers wirkenden Pfarrers Hendrik van Bommel – beschrieben.

#### Reichstag in Speyer
Im Herbst 1570 besuchte Hermann von Neuenahr als Kaiserlicher Rat den Speyerer Reichstag. Nach einem Tagebucheintrag des Reichshofrates Graf Ludwig I. von Wittgenstein (1532–1605) feierte er in Speyer am 28. Oktober seinen 50. Geburtstag mit einem „Prandium“, bei dem ihm ein Gratulations-Gedicht überreicht wurde. Auf dem Reichstag bat Margareta von Loë († 1590) zu Dorneburg, die 1568 in einer Doppelwahl zur Äbtissin des Quirinusstiftes in Neuss gewählt worden war, Hermann von Neuenahr und den Kurkölner Erbmarschall Werner von Salm-Reifferscheid-Dyck um Unterstützung. Graf Johann IV. von Wied-Runkel und Ysenburg, der 1562 wegen seiner Schuld bei Hermann von Neuenahr zu einer Buße verurteilt worden war, wurde auf Bitten Hermanns und des Pfalzgrafen Georg Johann I. von Veldenz-Lützelstein (1543–1592) hin begnadigt. In der Auseinandersetzung mit Ludwig von Stolberg-Königstein lehnte Hermann eine gütliche Einigung ab. Eine Verfahrensbeschwerde der Elsgen von der Bruck (Brüggen) genannt Mommersloch gegen Graf Hermann in ihrem Prozess um Haus ter Borg wegen Ausübung des Spolienrechtes wurde an das Reichskammergericht zurückverwiesen. Kaiser Maximilian II. bestätigte Hermann von Neuenahr in Speyer am 3. November 1570 die Markt- und Stadtrechte von Krefeld.

#### Territoriale Interessen in den Niederlanden
Nach dem fehlgeschlagenen Versuch Herzog Albas, den oranischen Kommandanten Diederik Sonoy (1529–1597) arrestieren zu lassen, intervenierte Hermann von Neuenahr im Frühjahr 1571 beim Großen Rat der habsburgischen Niederlande in Mechelen.

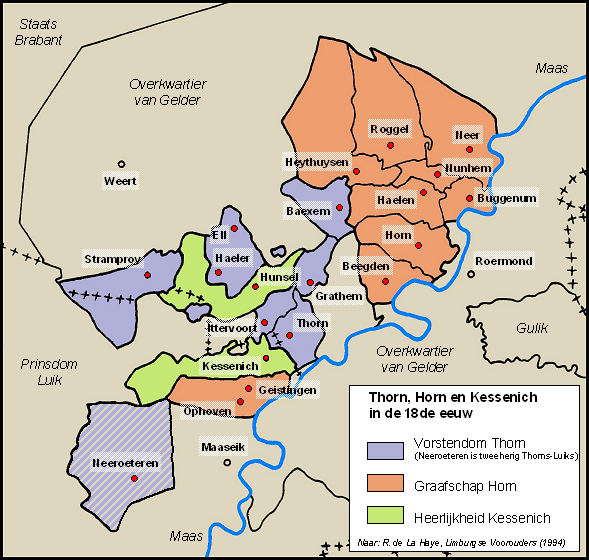
Karte von Weert, Stift Thorn und Grafschaft Horn (18. Jahrhundert)

Nach der Enthauptung seines Schwagers Philippe de Montmorency, Graf von Horn, 1568 durch Herzog Alba in Brüssel hatte Graf Hermann den Titel eines Herrn zu Rodemachern wieder angenommen. Er bemühte sich beim Großen Rat in Mechelen, in den Besitz der hornschen Herrschaft Weert zu gelangen, die 1486 an Hermanns und Walburgas Vorfahren verpfändet worden war. Im Sommer 1571 schickte er vermutlich in dieser „eigenen Angelegenheit“ (propter negotia mea) den Schwiegersohn seines „Gevatters (compater)“ Rheidanus (von Reyd) zu Herzog Alba. Bei dem Lütticher Bischof Gerard van Groesbeeck (1517–1580) war 1571 der klevische Rat Andreas Masius (1514–1573) als Vermittler für Hermann von Neuenahr tätig. 1576 erhielt Hermann die drei geldrischen Lehen Weert, Wessem und die Vogtei über das Reichsstift Thorn, die Graf Johann II. von Hoorn († 1540) seinem Adoptivsohn Philippe von Horn und dessen späterer Frau Anna Walburga von Neuenahr – einer hornschen Urenkelin – schon vor ihrer Hochzeit vermacht hatte. George de Hornes († 1608), seigneur de Houtkerque, versuchte, Graf Hermann das Lehen streitig zu machen.
Hermann von Neuenahr bemühte sich seit 1571 auch, eine Belehnung mit der holländischen Herrschaft Altena in Noord-Brabant zu erreichen. Mit der Wahrnehmung seiner Interessen beauftragte er in Mainz den Juristen Frederik van Boyemer (Boymeer; Boeymer) († 1589), Rat am Hof von Gelderland, später Pensionär von Alkmaar. Eine seiner Urgroßmütter war Herrin von Altena gewesen. 1577 erhielt er die Belehnung, im selben Jahr wurde „Harman, graaf van Nuwenaer en Moers, heer van Bedbur en Rodemaghen“ auch mit den Fischereirechten auf der Waal belehnt, die Philippe de Montmorency innegehabt hatte. Die Herrschaft Altena wurde 1590 von Hermanns Schwester Anna Walburga von Neuenahr zusammen mit Woudrichem für 92.000 Gulden an die Generalstaaten verkauft.

### Letzte Jahre
Für seinen Gefolgsmann Dietrich von Eyll und dessen Frau stellte Graf Hermann 1573 einen Rentenbrief über 300 Goldgulden aus, während ihm gleichzeitig eine Rente über dieselbe Summe von seinen Mündeln Ludwig und Heinrich von Nassau verschrieben worden war. Johann VI. von Nassau-Dillenburg verpfändete ihm 1573 eine Mühle in Siegen und das Amt Siegen.
Nach der Schlacht auf der Mooker Heide am 14. April 1574 berichtete Hermann von Neuenahr Landgraf Wilhelm IV. von Hessen-Kassel in mehreren Briefen von den Gerüchten, die er über das Schicksal von Kurprinz Christoph von der Pfalz (1551–1574), der Grafen Ludwig und Heinrich von Nassau-Dillenburg sowie der Grafen von Falkenstein und von Hohen Zollern gehört hatte, erwies sich jedoch bald als ungenau informiert. Am 15. Mai 1574 erließ Graf Hermann eine neue Polizeiordnung. Im September 1574 nahm er in Neuburg an der Donau an der Hochzeit der Prinzessin Anna von Jülich-Kleve-Berg mit dem Pfalzgrafen Philipp Ludwig von Pfalz-Neuburg teil.
Im August 1574 belehnte Graf Hermann nach längeren Auseinandersetzungen Johann IX. Scheiffart von Merode († 1590) mit dem Herpertz-Höfchen und dem Hof Röttgen (vgl. heute den Röttgen-Teich bei Frechen-Grube Carl) in der Herrschaft Boisdorf, die er als heimgefallenes Lehen beanspruchte. Scheiffart von Merode gab es als moerssches Afterlehen an den Kölner Bürgermeister Philipp Gail weiter.
Kaiser Maximilian II. ernannte Bischof Gerard van Groesbeeck von Lüttich und Hermann von Neuenahr zu seinen Kommissaren im Streit zwischen dem Kölner Erzbischof Salentin von Isenburg (1532–1610; reg. 1567–1577) und dem Kölner Domkapitel um den Besitz von Zons. Graf Hermann wurde im April 1575 beauftragt, die Einkünfte von Zons im Namen des Kaisers zugunsten des Erzbischofs zu sequestrieren.
1576 handelten Hermann von Neuenahr und Landgraf Wilhelm IV. von Hessen-Kassel als Verwandte den Heiratsvertrag von Graf Hermann I. von Wied-Runkel († 1591) und Gräfin Walburga von Bentheim-Steinfurt (1555–1628) aus.
Im Februar 1577 war Hermann gefährlich erkrankt. Von Erzbischof Salentin von Isenburg wurde Hermann von Neuenahr 1577 mit 100 Goldgulden auf den Zoll zu Bonn belehnt. Hermann von Neuenahr hatte entscheidenden Anteil an der Wahl von Gebhard Truchseß zu Waldburg (1547–1601; reg. 1577–1583) am 5. Dezember 1577 zu dessen Nachfolger als Kölner Erzbischof. Er soll sich – von Gicht geplagt – mehrfach in einer Sänfte in das Domkapitel haben tragen lassen, um die Wahl Ernsts von Bayern zu verhindern. Der päpstliche Nuntius Bartolomeo Porcia bezeichnete Hermann von Neuenahr darauf hin als jemand, über den hinaus „es vielleicht keinen gefährlicheren Ketzer in Deutschland gibt“.
Delegierte der geldrischen Stände beauftragten 1578 Engelbrecht III. von Brempt († um 1585) zu Flaßraedt, den Drost von Straelen, ein Darlehen über 24.000 Karolusgulden aufzunehmen, um die Rückzahlung eines Kredits des Grafen Hermann von Neuenahr und Moers zum Truppenunterhalt zu ermöglichen. Im August 1578 besuchte Johann Kasimir von Pfalz-Simmern (1543–1592) auf dem Feldzug in die Spanischen Niederlande Graf Herrmann kurz vor dessen Tod mit einem großen Gefolge in Moers.

### Tod und Erbfolgestreit
Graf Hermann von Neuenahr und Moers verbrachte einen großen Teil seiner letzten Lebensjahre von schwerer Krankheit (Gicht) gezeichnet im Friemersheimer Jagdschloss (heute: Werthschenhof in Duisburg-Rheinhausen) auf einer ehemaligen Rheininsel. Er hatte Schloss und Herrschaft 1560 seiner Schwester Anna Walburga geschenkt. Hermann von Neuenahr soll sich nach Hermann von Weinsberg „in den drunk, als er zum man erwaxsen war, begeben und damit ohn zweifel verdorben“ haben und starb am 4. Dezember 1578 „an der zerender krenkden (= Krankheit), daran er etliche jar gangen, … zu Bedber“ ohne Nachkommen. Sein Grab befand sich in der im 17. Jh. zerstörten Bonifatiuskirche in Moers; heute steht an dem Ort die Kapelle des Friedhofs an der Rheinberger Straße. Heinrich Castritius Geldorp (1522–1585) veröffentlichte eine Gedenkschrift auf Graf Hermann.
Nach seinem Tod kam es zu einem Erbfolgestreit zwischen Graf Werner von Salm-Reifferscheid-Dyck und Graf Adolf von Neuenahr und Limburg.

## Bedeutung

### Förderer der Reformation
Schon Hermanns Vater Wilhelm II. von Neuenahr hatte die Reformation vorsichtig unterstützt. Graf Hermann von Neuenahr bekannte sich immer offener zur evangelischen Lehre. Nach dem Tod seines Vaters erneuerte er 1552 die Kollation des lutherischen Pfarrers und Hofpredigers Johann Uden an den Vikarien des Liebfrauen-Altars und der Heilig-Geist-Kapelle in der Bonifatius-Pfarrkirche zu Moers. Der lutherische Prediger Hermann Hamelmann (1526–1595) besuchte 1553/54 Moers und widmete Graf Hermann 1557 die Ausarbeitung De Ecclesia (= Über die Kirche).
Mit seinem Cousin Gotthardt von Mirlaer-Milendonk († 1575/79) auf Haus Frohnenbruch schloss Hermann von Neuenahr 1557 einen Vergleich, nach dem Hoerstgen und 12 Höfe aus dem Kirchspiel Repelen ausgepfarrt wurden. In der Reichsherrschaft Frohnenbruch-Hoerstgen wurde anschließend die Reformation eingeführt.
Um 1560 nahm der Moerser Graf aus Aachen vertriebene flämische Glaubensflüchtlinge auf, nachdem Kaiser Ferdinand I. während der Aachener Religionsunruhen dort die protestantische Religionsausübung verboten hatte. Hermann von Neuenahr und Moers führte 1560 die Reformation in seinen Gebieten ein und erließ 1561 eine lutherisch-melanchthonische Kirchenordnung für die Grafschaft Moers und die Herrschaft Bedburg. An ihrer Erarbeitung war der Friemersheimer Pfarrer Hendrik van Bommel († 1570) beteiligt. Die Pfarrer in der Grafschaft Moers mussten sich auf die „Augustanae professioni“ (Confessio Augustana) verpflichten. Erzbischof Friedrich IV. von Wied sagte, als er von Altgläubigen um Hilfe gebeten wurde: „Der Graf ist der Herr des Landes Moers. Auch wenn er mein Neffe ist, kann ich nichts dagegen tun, wenn der Graf keinen päpstlichen Pastor duldet, der mit der Erklärung von Augsburg nicht übereinstimmt“. Dies entsprach dem Augsburger Reichs- und Religionsfrieden von 1555. Graf Hermann gewährte darüber hinaus auch reformierten Glaubensflüchtlingen aus den Niederlanden Unterschlupf wie ab etwa 1562 dem ehemaligen Genter Bürgermeister Karl von Utenhove d. Ä. (* um 1500; † 1580) auf seinem Jagdschloss Friemersheim. Im August 1565 setzte sich Graf Hermann beim Rat der Stadt Köln erfolgreich ein für Clara von Witzelbach, Witwe des Bonner Vogtes Johann Richwin von Broich, sowie für Ehefrau Hilgin (Helena oder Hilde) und Tochter Margaretha des Johann Wirich (Winrich) von Flystein (Fliesteden), die als Täuferinnen (Mennoniten) inhaftiert worden waren. Die Unterherrschaft Fliesteden lag in der Herrschaft Bedburg.
Hermann von Neuenahr installierte in seinem Einflussbereich bei Neuberufungen viele protestantische Prediger, so in Alpen (um 1559), Mülheim an der Ruhr (1559 als Regent der Grafschaft Limburg), Moers (1560), Friemersheim (1558/60), Hochemmerich (1561), Baerl (1561), Repelen (um 1561), Kapellen (1561), Krefeld (1561/65), Birten (1564), Niederbudberg (1568), Neukirchen (1570), Bedburg (1574) oder Halen-Homberg (1549/71). Dabei kam es verschiedentlich zu Konflikten mit beteiligten Klöstern, Stiften und Kondominatsherren, denen er den Pfarrsatz streitig machte. Über die Besetzung der Pfarrstellen in Friemersheim und Hochemmerich mit lutherischen Pfarrern kam es 1573 zu einem Streit mit Abt Heinrich V. Duden († 1601) von Werden, der im April 1574 mit einem schriftlichen Vergleich beigelegt wurde, nachdem Hermann noch im Februar dem klevischen Kanzler Heinrich Bars genannt Olisleger geschrieben hatte: „Wenn Gott den Menschen, dann hat der Teufel die Mönche erschaffen“.
Seit 1570 traten in Hüchelhoven, später in Bedburg Synoden zusammen, an denen auch Vertreter aus den Herzogtümern Kleve-Jülich-Berg teilnahmen. Auch den niederländisch-reformierten Flüchtlings-Gemeinden ermöglichte Hermann von Neuenahr die Abhaltung von Synoden und Klassikalkonventen in Bedburg (unter anderem am 20. April, 7. September und 3. Oktober 1576, 23. Oktober 1577, 9. April und 8. Oktober 1578); an der Synode 1571 nahm Philips van Marnix (1540–1598) im Auftrag von Wilhelm von Oranien teil.
Mit dem Gnesiolutheraner Matthias Flacius (1520–1575) in Antwerpen korrespondierte Hermann von Neuenahr 1566/67 freundschaftlich. Dabei vertrat er den Calvinisten gegenüber, deren Abendmahlslehre er ablehnte, eine vermittelnde, irenische Position. 1571 veröffentlichte Graf Hermann in einer Sammlung seines Freundes Joachim Camerarius (1500–1574) anonym Nachdichtungen der sieben Bußpsalmen und des 64. Psalms, die von seiner lutherischen Frömmigkeit geprägt sind. Bereits 1558 hatte er mit Georg Cassander (1513–1566) über seine Psalmennachdichtungen korrespondiert. Cassander widmete Hermann 1565 eine Schrift über die Kindertaufe.
Ungeachtet seiner protestantischen Gesinnung fungierte Hermann von Neuenahr weiterhin etwa als Pate bei der – altgläubigen – Taufe einer Tochter des Kurkölnischen Rates Dr. Michael Glaser (* um 1529; † 1592) in St. Kunibert oder stellte Adelszeugnisse für die Aufnahme von Verwandten in geistliche Kapitel aus (1553 und 1557 Kuno von Manderscheid-Blankenheim, 1557 Johann Daniel von Winnenburg-Beilstein, 1558 Hermann von Manderscheid-Blankenheim, 1558 Salentin von Isenburg-Grenzau, 1558 Philipp Jakob Hausmann von Andernach und Namedy, 1561 Philipp von Manderscheid-Blankenheim, 1567 Philipp von der Mark, 1577 Agnes von Limburg-Stirum).
Mit dem Regierungsantritt von Hermanns Neffen Graf Adolf von Neuenahr (* um 1545; † 1589), Herr von Limburg, Hackenbroich und Alpen, dem zweiten Ehemann seiner Schwester Walburga, wurde 1578 das reformierte Bekenntnis in der Grafschaft eingeführt.

### Humanismus
1532 gab Hermann von Neuenahr im Alter von 12 Jahren – vermutlich mit Hilfe seines Lehrers Johannes Caesarius – aus dem Nachlass seines Onkels Hermann von Neuenahr d. Ä. medizinische Schriften des Theodorus Priscianus (um 400) und des Abu l-Qasim (936–1013) sowie einen Sammelband mit Psalmenübertragungen heraus. Der Kölner Drucker Johann Gymnich I. (um 1485–1544) widmete Junggraf Hermann 1536 ein von ihm herausgegebenes Werk des Petrus Alfonsi († etwa um 1140), das von Hermann von Neuenahr d. Ä. aus der Corveyer Bibliothek nach Köln gebracht worden und von Prior Daem von Essen (Damianus Ascendia; Ascendiensis) († 1540), Vorstand der Klosterbibliothek von St. Pantaleon, zur Veröffentlichung freigegeben worden war.

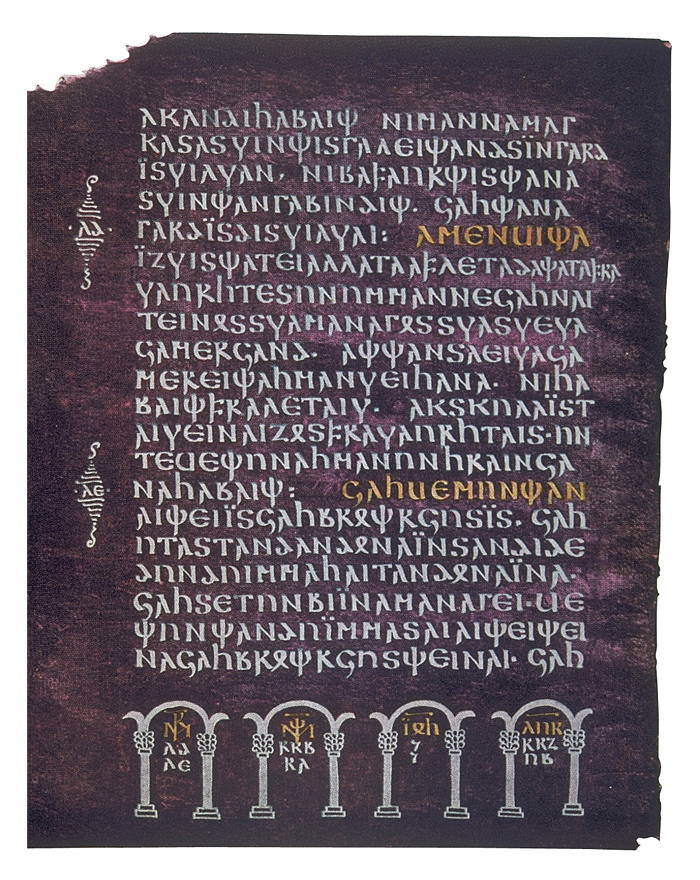
Seite aus dem Codex Argenteus

In Hermann von Neuenahrs Kölner Haus „Neuenahrer Hof“ in der Langgasse (heute: Neven-DuMont-Straße) wohnten seit 1549 für einige Zeit die niederländischen Humanisten Georg Cassander und Cornelis Wouters (Cornelius Gualterus) (1512–1582/84). Dort entdeckten sie Anfang der 1550er Jahre den gotischen Charakter des Codex Argenteus, der offenbar aus der Abtei Werden in den Besitz von Graf Hermann gelangt war, wie aus Berichten von Philips van Marnix und Theodor Pütz (Phraraeus) († nach 1609) geschlossen werden kann.
Anfang der 1560er Jahre unterstützte Graf Hermann Cassander und Jean Matal (* um 1517; † 1597) bei dem Versuch, die Iguvinischen Tafeln (Tabulae Eugubinae), die in umbrischer Schrift geschrieben sind, zu entziffern. Der Humanist und Pädagoge Franz Fabricius (1527–1573) widmete Hermann von Neuenahr 1563 die Schrift Ciceronis historia per consules descipta et in annos LXIV distincta.
1565 widmete der Paracelsist Michael Toxites (1514–1581) Hermann von Neuenahr eine von ihm herausgegebene Ausgabe der Chrysopoeia des Giovanni Aurelio Augurello (1441–1524). Der schlesische Arzt und Naturphilosoph Balthasar Flöter († nach 1567), der 1567 in Köln drei Ausgaben des Paracelsus (* um 1493; † 1541) im Verlag von Arnold Birckmann Erben besorgte, widmete dem „Kaiserlichen Hofrat“ Hermann von Neuenahr eine Vorrede. Mit Gerhard Mercator (1512–1594) in Duisburg pflegte Graf Hermann einen freundschaftlichen Umgang.
Der Arzt Mauritius Seydel (Moritz Seidel) († 1574) besorgte für Hermann von Neuenahr Korrespondenz in Köln, Johannes Eschenfelder aus Siegen, für den Philipp Melanchthon 1557 ein Empfehlungsschreiben ausstellte, ein Enkel des Bopparder Humanisten Christoph Eschenfelder († 1547), war sein Sekretär. Der humanistische Gelehrte und Dichter Karl von Utenhove (1536–1600), dessen Vater Karl von Utenhove d. Ä. bei Graf Hermann Asyl gefunden hatte, verfasste auf ihn und seine verstorbene Frau Magdalena 1568 sechs Gedichte. Im Frühjahr 1570 lud Hermann von Neuenahr Karl von Utenhove den Ä. und Heinrich Castritius Geldorp zu einem Besuch nach Moers ein, weil er mit ihnen bei „Überfluss an Wein“ und gelehrten Gesprächen „sokratisch leben“ wollte. Der Jurist Wilhelm Knüttel d. J. widmete Graf Hermann 1571 in Köln eine von ihm herausgegebene Schrift des Claudius Cantiuncula (Chansonnette) (* um 1490; † 1549), die auch drei von Knüttel selbst verfasste juristische Consilia (Gutachten) enthält. Jan van der Noot (1539–1595) widmete Hermann von Neuenahr 1572 die deutsche Ausgabe seiner Schrift Theatrum.
1573/74 ließ Graf Hermann das Karmeliterkloster in Moers in eine Lateinschule umwandeln, aus der nach seinem Tod 1582 eine Schola illustris, das heutige Gymnasium Adolfinum Moers, hervorging. Noch kurz vor seinem Tod hatte Graf Hermann den humanistisch gesinnten Theologen Heinrich Castritius Geldorp mit der Erstellung eines Gutachtens zu einem solchen Schulprojekt beauftragt, das 1580 veröffentlicht wurde.
Paul Melissus (1539–1602) widmete Hermann von Neuenahr und seinem Neffen „Hermann-Adolf“ von Neuenahr einige Gedichte in seinem 1575 erschienenen Werk Schediasmatum reliquiae. Nikolaus von Reusner (1545–1602) verfasste ein Emblem auf „D. Hermannum Comitem à nova Aquila“ mit einer Darstellung des Goldenen Zeitalters (Saturnia regna). Der Kritiker der Hexenprozesse Johann Weyer (1515–1588) lobte 1577 die Klugheit „Comes à Niuwenar D. Hermannus“, weil er eine geständige als Hexe angeklagte Frau – zu ihrem eigenen Schutz – lediglich des Landes verwiesen habe, und widmete ihm im gleichen Jahr seine Schrift „De irae morbo“ (= „Über die Zornkrankheit“). Johann Weyers Bruder Arnt (Arnold) Wyer († nach 1568) war Küchenmeister (nicht „Koch“) von Graf Hermann.
Der niederländische Humanist Gerhard Falkenburg (* um 1538; † 1578) lebte bei Hermann von Neuenahr, bis er bei einem Ritt in dessen Gefolge nach einem Sturz vom Pferd im September 1578 in Steinfurt verstarb.

## Wappen
Blasonierung: Schild geviert; in 1 und 4 (Neuenahr) in Gold ein rechtssehender schwarzer Aar (Adler), in 2 und 3 (Moers) in Gold ein schwarzer Balken.
Als Verwalter der Kurkölner Erbvogtei führte Hermann von Neuenahr 1555 bis 1570 einen 9-mal zu 10 Plätzen von Gold und Rot geteilten Herzschild.

Stammwappen Neuenahr
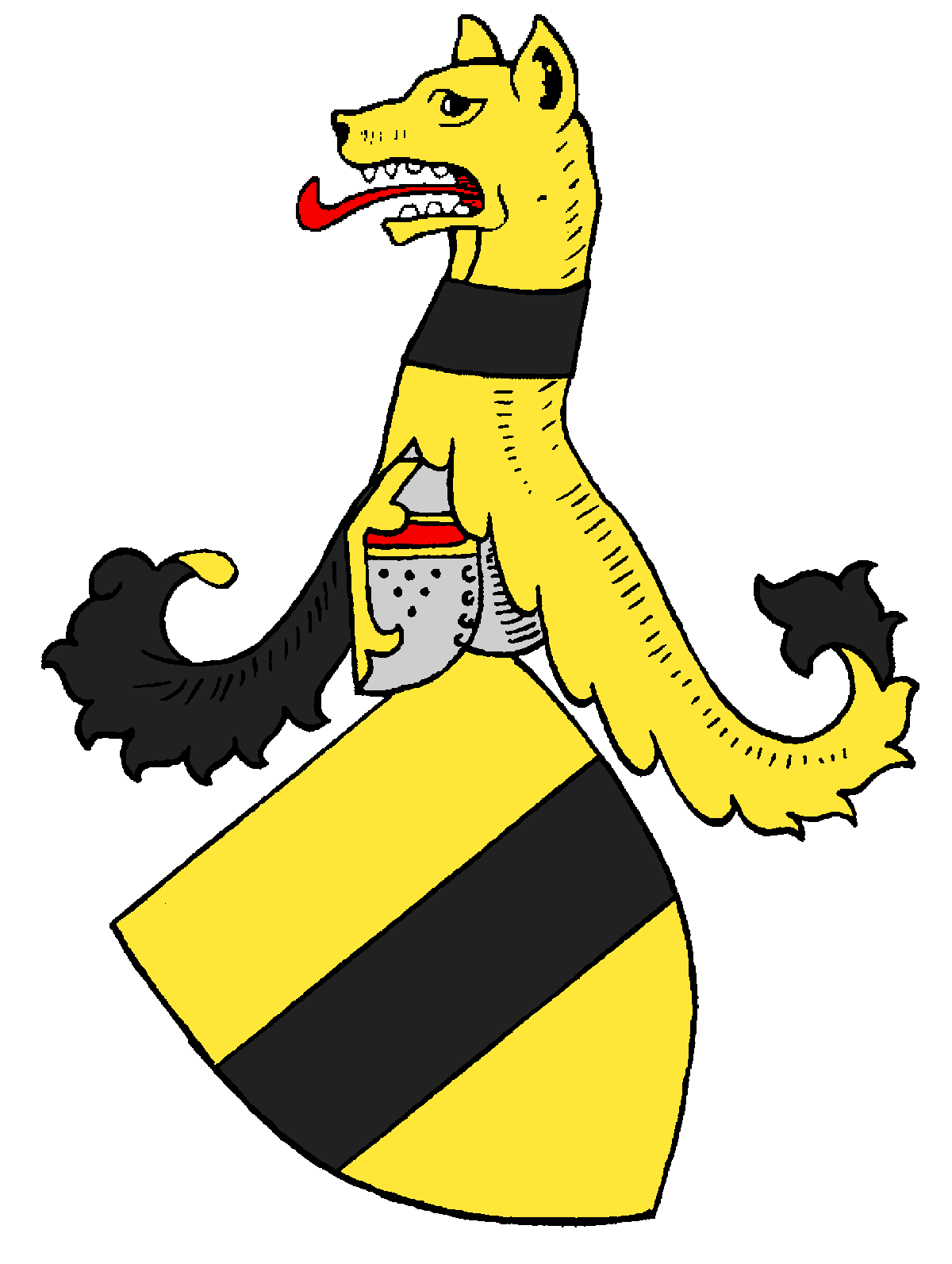
Stammwappen Moers
Wappen der Kölner Erbvogtei
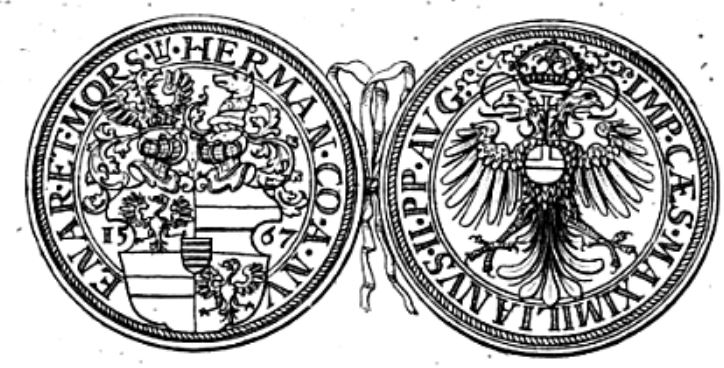
Reichstaler mit dem Wappen Hermanns von Neuenahr und Moers, 1567
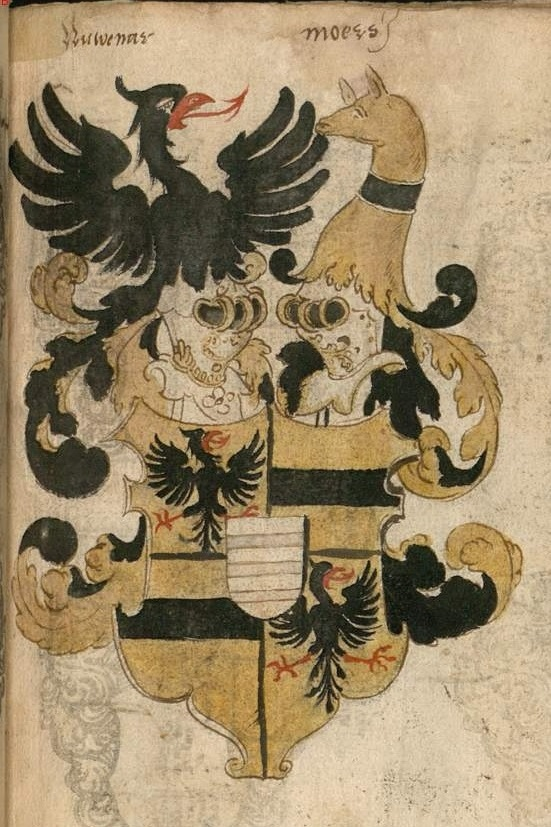
Wappen Neuenahr-Moers als Kölner Erbvogt

## Werke
- (Hrsg. und einleitende Widmung an den Kölner Erzbischof Hermann V. von Wied): Octavii Horatiani Rerum medicarum lib. quatuor, … per Heremannum Comitem a Neuenar, integro candori nuper restitutus autor, Albucasis chirurgicorum omnium Primarii libri tres. Johannes Schott, Straßburg 1532. (Digitalisat der Bayerischen Staatsbibliothek München)
- (Hrsg. und einleitender Brief an den Bischof von Münster Friedrich III. von Wied) Hermann von Neuenahr der Ältere: Psalmus CIII. Psalmus CIIII. Psalmus XLI. Psalmus XXXVII. Psalmus 97. Psalmus 137. Psalmus 90. Psalmus 143, Canticum Ezechiae apud Esaiam Capi. 38, Psalmus 2. und Passio Christi … in Septem horas digesta. In: Psalmi Omnivm Selectissimi, adflictis conscientijs, ac Deum inuocantibus, non uulgariter utiteles, Latino carmine redditi per Doctiss. uiros, ac Dominos D. Hermannum Nouae Aquilae Comitem, Philippum Melanchthonem, Helium Eobanum Hessum, Iacobum Micyllum, Vincentium Obsopoeum, Petrum Pherntorphium. Johann Setzer, Hagenau 1532. (Digitalisat der Bayerischen Staatsbibliothek München)
- Psalmi Septem, Qui Poenitentiae Titulo Celebrantur Translati in Latinos versus Iambicos dimetros, autore non nominato, Quibus Et Threnorum Hieremiae Prophetae, & Psalmorum quoque aliquot Carmina adiuncta sunt, composita A Ioachimo Camerario. Andreas Schneider / Ernst Vögelin, Leipzig 1573; archive.org.
  - Heiner Faulenbach (Hrsg.): Die Bußpsalmen des Grafen Hermann von Neuenahr. Neukirchener Verlag, Neukirchen-Vluyn 1972 (lateinisch, deutsch).

## Darstellung in der Kunst
Ein Gemälde Hermanns von Neuenahr von einem unbekannten Meister (Öl auf Holz, 27,5 × 17,9 cm) befindet sich im Landschaftsmuseum des Niederrhein, Krefeld – Burg Linn, ein weiteres von einem unbekannten Meister im Grafschafter Museum im Moerser Schloss (Kopie um 1900).
Heinrich Pantaleon veröffentlichte noch zu Lebzeiten von Herman Graffe zu Nuenar ein mit der Jahresangabe Anno Salutis 1560 versehenes Porträt, bei dem es sich jedoch um ein idealtypisches Fantasiebild handelt, das in dem Werk auch zur Illustration anderer Personen verwendet wird.